# Cyrus S. Eaton
Cyrus Stephen Eaton Sr., de son vrai nom Cyrus Stephen Eaton, né le 27 décembre 1883  et mort le 9 mai 1979 était un banquier d’affaires, homme d’affaires et philanthrope canado-américain (en) basé à Cleveland, dont la carrière s’est étendue sur soixante-dix ans.
Pendant des décennies, Eaton fut l’un des financiers les plus puissants du Midwest américain, et c’était un personnage coloré et souvent controversé,. Il était surtout connu pour sa longévité dans les affaires, pour son opposition à la domination des financiers orientaux dans l’Amérique de son époque, pour ses manipulations financières parfois impitoyables, pour sa passion pour la paix dans le monde et pour sa critique franche de la politique des États-Unis pendant la guerre froide. Il a financé et aidé à organiser les premières conférences de Pugwash sur la paix mondiale, en 1957. Il a écrit de nombreux articles et essais sur des sujets politiques et économiques—«Investment Banking», «Competition or Decadence», «Rationalism Versus Rockefeller» et «A Capitalist Looks at Labour» étant parmi les plus connus.

## Vie et sa carrière
Eaton est né le 27 décembre 1883 sur une ferme près du village de Pugwash, dans le comté de Cumberland, en Nouvelle-Écosse, au Canada. Outre l’agriculture, son père, Joseph Howe Eaton, tenait un petit magasin général et le bureau de poste du district. L’oncle de Cyrus était Charles Aubrey Eaton, qui dirigeait une congrégation de Cleveland qui comprenait M. et Mme John D. Rockefeller Sr. qui Cyrus Eaton a rencontré en 1901 quand il avait 17 ans et plus tard est devenu son protégé après Rockefeller engagé le jeune Eaton pour être un messager dans le télégraphe privé de Rockefeller.

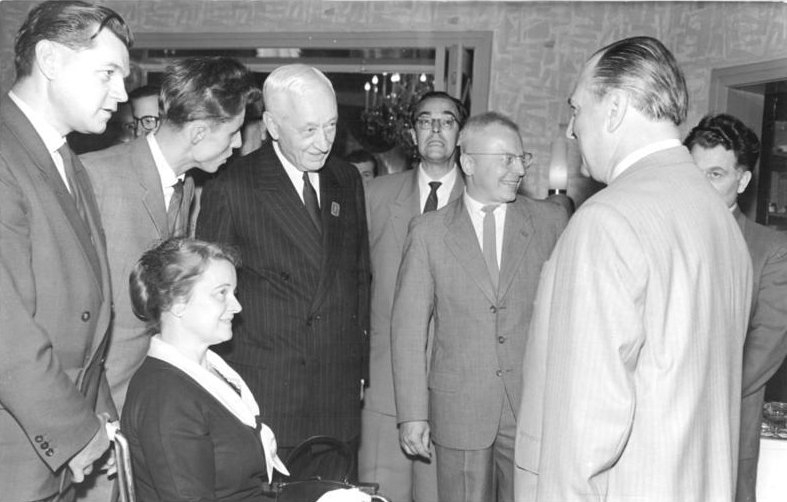
Cyrus Eaton à Leipzig, Allemagne (juin 1960)

Eaton quitta la Nouvelle-Écosse en 1899 pour fréquenter le Woodstock College, une école préparatoire affiliée aux baptistes à Woodstock, en Ontario. Plus tard, il s’inscrivit à l’Université McMaster, une université baptiste, alors située à Toronto, où il étudia la philosophie et les finances, dans l’intention d’entrer dans le ministère baptiste. Il a obtenu sa licence ès arts en 1905 avec une majeure en philosophie.

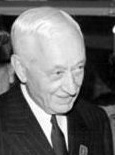
Cyrus Eaton dans la Maison de la science à Leipzig

Après avoir obtenu son diplôme de McMaster, il a déménagé à Cleveland et est allé travailler pour l’East Ohio Gas Company. C’était l’une des nombreuses entreprises associées à John D. Rockefeller. Après avoir travaillé avec East Ohio Gas et Rockefeller pendant deux ans, il fonda sa propre entreprise en 1907, développant des services publics de gaz qui, à l’époque, étaient relativement sous-développés et non consolidés au Canada. Il réussit à obtenir des franchises de gaz naturel au Manitoba, au Canada, représentant un groupe d’investisseurs de New York. Le syndicat n’a pas pu terminer son financement et a fermé ses portes. Cependant, le gouvernement du Manitoba fut suffisamment impressionné pour permettre à Eaton de conserver les franchises. Eaton a formé une nouvelle société de portefeuille, la Canada Gas & Electric Corp., qui a par la suite été intégrée à la Continental Gas & Electric Corp. en 1913.
Après plusieurs années de voyage, Eaton s’installa à Cleveland en 1913 et se lança dans de nombreuses entreprises. Eaton se joint à la firme bancaire Otis & Co. en 1916. En 1926, il met sur pied un véhicule d’investissement organisé sous le nom de Continental Shares, Inc., une fiducie à capital fixe. En 1927, il forma Republic Steel, la troisième plus grande entreprise sidérurgique des États-Unis. Son entreprise avait une structure complexe que certains estimaient trop endettée. Sa fortune de 1929 était estimée à 100 millions de dollars, dont la majeure partie a été perdue lors de la Grande Dépression.
Eaton rebâtit sa fortune dans les années 1940 et 1950, devenant administrateur (1943), puis président du conseil d’administration (1954) de la Chesapeake and Ohio Railway et président du conseil d’administration de la West Kentucky Coal Co. (1953).

## Tower International
Pour influer sur le commerce de la tôle d’Eaton Republic Steel à Cleveland pour le minerai de chrome principalement de la RSS kazakhe en Union soviétique en 1954 pendant l’ère de McCarthyism des États-Unis, fils d’Eaton Cyrus Eaton Jr., a fondé la société canadienne Tower International à Montréal parce que le commerce direct entre les États-Unis et l’Union soviétique était impensable,. Au début des années 1960, Tower International a proposé de construire de nombreux bâtiments dans le centre de Moscou, dont quatre gratte-ciel qui abriteraient le Centre du commerce international de Moscou, un terrain de golf de dix-huit trous, un hôtel de 600 chambres, un centre de conférence de 2 000 places, de nombreux restaurants, appartements pour étrangers, et un complexe de bureaux. Au début de 1969, Armand Hammer obtient le contrôle de Tower International, bien que Hammer détienne une participation majoritaire majoritaire dans Tower International en échange de Martel’s Occidental Petroleum assumant les dettes de Tower International Les futurs projets de Tower International. En juillet 1972, le magicien financier d’Armand Hammer, Dorman Commons, qui était le directeur financier d’Occidental Petroleum à Los Angeles, estimait que le projet du Moscow International Trade Center coûterait 100 millions de dollars et serait un échec complet si la détente échouait.
Le 31 juillet 1972, les Communes ont exprimé leurs pensées avec Hammer, après quoi Hammer a tiré sur Commons le 1er août 1972. Au cours de la détente de juillet 1972, Armand Hammer a négocié un accord de vingt ans avec Brejnev de l’Union soviétique, signé par Hammer en avril 1973, dans lequel les entreprises contrôlées par Hammer Occidental Petroleum et Tower International exporteraient vers l’Union soviétique, et plus tard la Russie, le phosphate, que l’Occidental a extrait dans le nord de la Floride, en échange de l’Union soviétique, et plus tard la Russie, exportant vers les entreprises de Hammer du gaz naturel qui serait converti en ammoniac, potasse et urée. Cet accord sur les engrais devait se poursuivre jusqu’au 100e anniversaire de Hammer en 1998. JaxPort au port de Jacksonville à Jacksonville, en Floride, était le port des États-Unis par lequel ce commerce a eu lieu.

## Mort
Il est décédé le 9 mai 1979 à son domicile, Acadia Farm, à Northfield, en Ohio.

## Philanthropie

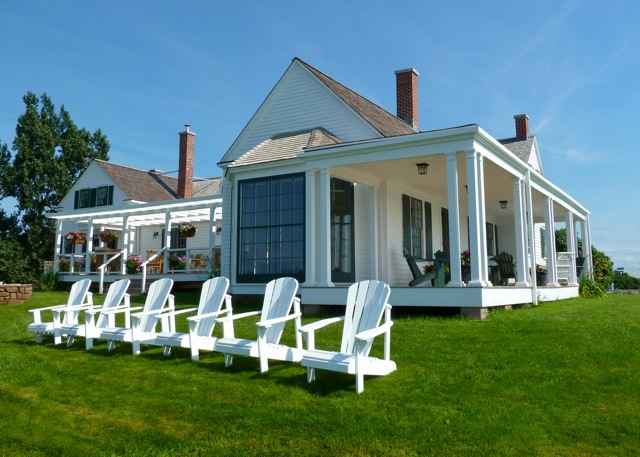
Thinkers' Lodge, Pugwash, Nouvelle-Écosse, Canada; site de la première conférence de Pugwash en 1957.

En 1920, Eaton fonde le Cleveland Museum of Natural History.
Le Manifeste Russell–Einstein a été publié à Londres le 9 juillet 1955 par Bertrand Russell en pleine guerre froide. Il a souligné les dangers posés par les armes nucléaires et a appelé les dirigeants mondiaux à rechercher des solutions pacifiques au conflit international. Parmi les signataires figuraient onze éminents intellectuels et scientifiques, dont Albert Einstein, qui l’a signé quelques jours avant sa mort, le 18 avril 1955. Quelques jours après le dévoilement, la philanthrope Eaton a offert de parrainer une conférence — réclamée dans le manifeste — à Pugwash, en Nouvelle-Écosse, lieu de naissance d’Eaton. Cette conférence devait être la première des conférences de Pugwash sur la science et les affaires mondiales, tenues en juillet 1957.
Outre l’appui financier aux conférences de Pugwash, Eaton donna de l’argent pour soutenir l’éducation en Nouvelle-Écosse, particulièrement à Pugwash et à l’Université Acadia. Il appuya l’établissement d’un refuge de gibier en Nouvelle-Écosse dans la péninsule d’Aspotogan (sa résidence d’été se trouvait à Blandford, en Nouvelle-Écosse, où ses cendres furent enterrées. Il a donné de l’argent pour les portes de l’église St. Bartholmus à Blandford et 12 acres (4,9 hectares) de terre à Northfield, Ohio, pour l’école primaire Lee Eaton, nommée en mémoire de sa fille. Il a également soutenu financièrement l’Université McMaster, le YWCA, le Cleveland Museum of Natural History et la Case Western Reserve University. À sa mort en 1979, son domaine de Blandford a été acheté par un groupe d’hommes d’affaires d’Allemagne. Sa maison d’été a été détruite dans un incendie 2015.

## Récompenses

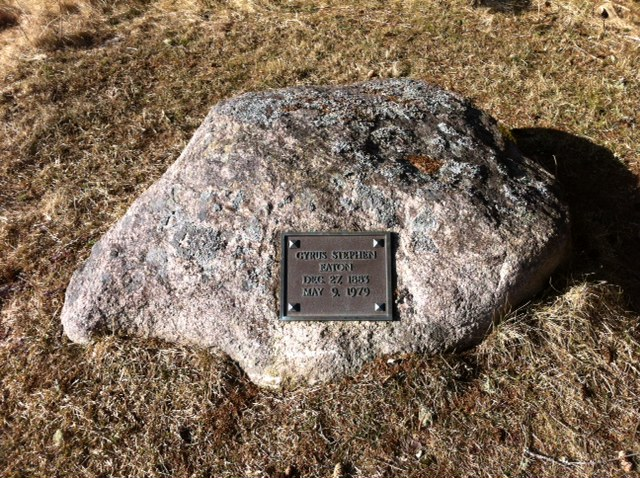
Tombe des cendres de Cyrus Eaton, Deep Cove, Nouvelle-Écosse

Les efforts de rapprochement d’Eaton avec l’Union soviétique dans les années 1950 lui valurent le prix Lénine de la paix en 1960. Il a été élu fellow de l’Académie américaine des arts et des sciences en 1958, et a reçu un diplôme honorifique de Bowling Green State University en 1969. Les conférences de Pugwash et leur président, Joseph Rotblat, ont reçu le prix Nobel de la paix en 1995.
Eaton se marie deux fois, d’abord en 1907, avec Margaret House (1887-1956), puis avec Anne Kinder Jones (1922-1992) en 1957. Il a eu sept enfants : Margaret Grace, Mary Adelle, Elizabeth Ann, Anna Bishop, Cyrus S. Jr., Augusta Farlee et MacPherson. Il est mort en Ohio et ses cendres ont été enterrées à Blandford, en Nouvelle-Écosse.

## Héritage
- Cyrus Eaton Elementary School, Pugwash (Nouvelle-Écosse)
- Lee Eaton Elementary School, Northfield Village, Ohio (L’école primaire de Ledge Rd. se trouve sur douze acres de terres données par M. Cyrus Eaton en mémoire de sa première fille Margret G. Eaton, également connue sous le nom de Lee par la famille.)

Il est l’objet du documentaire de Carol Moore-Ede de 1977 Le Prophète de Pugwash (en).